# Stazione di Shinagawa Seaside
La stazione di Shinagawa Seaside (品川シーサイド駅?, Shinagawa Shīsaido-eki) è una stazione ferroviaria di Tokyo nel quartiere di Shinagawa ed è servita dalla linea privata Rinkai della TWR.

## Storia
La stazione fu aperta nel 2002.

## Linee
TWR
● Linea Rinkai

## Struttura
La stazione si trova in sotterraneo, con il mezzanino al primo piano sotterraneo e i 2 binari, con banchina a isola centrale, al terzo piano sotterraneo.
| 1 | ● Linea Rinkai | per Ōsaki, Shinjuku e Ōmiya (via linea Saikyō) |
| 2 | ● Linea Rinkai | per Kokusai-Tenjijō e Shin-Kiba                |

## Stazioni adiacenti
| «            | Servizio     | »            |
| Linea Rinkai | Linea Rinkai | Linea Rinkai |
| ------------ | ------------ | ------------ |
| Tennōzu Isle | Locale       | Ōimachi      |